# Gerard Piqué
Gerard Piqué i Bernabeu katal.: [ʒəˈɾart piˈke j βərnəˈβew], span. [ʝeˈɾar piˈke i βernaˈβeu] (* 2. Februar 1987 in Barcelona) ist ein ehemaliger spanischer Fußballspieler. Der Innenverteidiger wurde in La Masia ausgebildet, der Jugendabteilung des FC Barcelona. Nach dem Ende seiner Juniorenzeit wechselte Piqué in die Premier League zu Manchester United und war unter Trainer Alex Ferguson meist Reservist. Nachdem er zwischenzeitlich an Real Saragossa verliehen worden war, wurde er 2008 schließlich englischer Meister und Champions-League-Sieger. Im Jahr 2008 kehrte der 21-Jährige zu seinem Jugendverein nach Barcelona zurück und prägte in den folgenden Jahren mit weiteren Spielern aus dem eigenen Nachwuchs – insbesondere bis 2012 unter Pep Guardiola – die erfolgreichste Zeit der Vereinsgeschichte. Er wurde mit Barça acht Mal spanischer Meister, sieben Mal spanischer Pokalsieger, sechs Mal spanischer Supercupsieger, drei Mal Champions-League-Sieger, drei Mal Klub-Weltmeister und drei Mal UEFA-Super-Cup-Sieger. Dem Verein blieb er bis zu seinem Karriereende im November 2022 treu.
Während seiner Zeit in Barcelona etablierte sich Piqué zur festen Größe in der spanischen Nationalmannschaft und nahm an drei Welt- sowie zwei Europameisterschaften teil. Dabei wurde er 2010 Welt- und 2012 Europameister.
Im November 2022 gründete Piqué die Kings League, deren Präsident er ist.

## Karriere

### Anfänge beim FC Barcelona
Der gebürtige Katalane Piqué begann seine Karriere als defensiver Mittelfeldspieler in der Jugend des FC Barcelona. Noch bevor er seinen ersten Profivertrag bei den Katalanen unterschrieb, entschied er sich für einen Wechsel zu Manchester United. Da er noch zu jung für einen Profivertrag war, musste der englische Rekordmeister keine Ablöse bezahlen.

### Manchester United
Sein Debüt für Manchester United gab Piqué im Oktober 2004, als der damals 17-jährige für John O’Shea in der 67. Minute beim 3:0-Erfolg im EFL Cup gegen Crewe Alexandra eingewechselt wurde. Seinen ersten Einsatz von Beginn an hatte er im Januar 2005 bei einem 0:0-Unentschieden im FA Cup gegen Exeter City. Sein Premier League Debüt war am 15. Oktober 2005, als er – erneut als Einwechselspieler für O’Shea – in der 89. Minute beim 3:1-Sieg gegen Sunderland eingewechselt wurde. Der erste Startelfeinsatz im englischen Oberhaus erfolgte am 29. März 2006 gegen West Ham United im Old Trafford, wo Piqué jedoch als Rechtsverteidiger eingesetzt wurde, um den verletzten Gary Neville zu ersetzen.
Seine Leistungen, vor allem in den Jugendteams von Manchester United, führten dazu, dass er im Februar 2005 einen Vertrag bis Sommer 2009 unterschreiben konnte. Am 4. August 2006 lieh der damalige spanische Erstligist Real Saragossa Piqué für eine Saison aus. Die Leihbedingungen sahen vor, dass Piqué in mindestens 20 Spielen eingesetzt werden musste, was der Klub aus Aragonien auch tat: Mit Gabriel Milito bildete er ein starkes Innenverteidiger-Duo und sicherte dem Klub am Saisonende 2006/2007 den sechsten Platz, welcher die Teilnahme für den UEFA-Pokal – heute UEFA Europa League – bedeutete.
Am 5. Mai 2007 wurde bekannt gegeben, dass Piqué die kommende Saison nicht mehr verliehen werden sollte. Sir Alex Ferguson wollte dazu Piqués Form am 6. Mai in La Romareda zu beurteilen, bevor der Verein die weitere Zukunft mit ihm besprechen würde. Ferguson konnte jedoch aufgrund von Schwierigkeiten mit der Fluggesellschaft nicht daran teilnehmen.
In der Premier League Saison 2007/2008 bestritt er neun Ligaspiele. Bei seinem ersten Startelfeinsatz in der UEFA Champions League am 7. November 2007 erzielte Piqué das erste von vier Toren bei einem 4:0-Heimsieg gegen Dynamo Kiew. Damit war er der 450. Spieler, der für Manchester United traf. Sein zweites Tor für den Verein erzielte er am 12. Dezember 2007 – ebenfalls in der UEFA Champions League – beim 1:1-Unentschieden gegen den AS Rom.

### Rückkehr zum FC Barcelona
Am 27. Mai 2008 kehrte Piqué zu den Katalanen zurück. Die Ablösesumme für den damals 21-jährigen betrug 5 Millionen Euro. Er unterzeichnete beim FC Barcelona einen Vierjahresvertrag mit einer Ausstiegsmöglichkeit bei einer Ablöse von ebenfalls 5 Millionen Euro. Piqué erste Worte über die Rückkehr zu seinem Jugendklub:

„Ich bin sehr glücklich wieder hier zu sein. Ich hätte nicht gedacht, dass ich noch einmal hier sein werde, aber es ist sehr gut für mich. Manchester United ist ein großartiger Verein und ich habe meine Zeit sehr genossen. Mit Weltklassespielern zu spielen, hat mir in meiner Entwicklung sehr geholfen und das möchte ich nun bei Barça fortsetzen.“

Gerard Piqué erzielte sein erstes Tor für die Blaugrana am 26. November 2008, beim 5:2-Auswärtssieg in der Gruppenphase der UEFA Champions League 2008/09 gegen Sporting Lissabon. Sein erstes auf nationaler Ebene erzielte er im Copa del Rey Spiel gegen den Lokalrivalen Espanyol Barcelona. Das Tor Piqués, dass er in der 57. Minute nach einem Eckball zum zwischenzeitlichen 3:0 erzielt hatte erwies sich als spielentscheidend: Nach einer schwachen Schlussphase der Katalanen erzielte der Lokalrivale Espanyol noch zwei Treffer, das Spiel endete jedoch mit einem 3:2-Sieg des FC Barcelona. Am 2. Mai 2009 erzielte Piqué das sechste Tor beim 6:2-Sieg gegen Real Madrid im Santiago Bernabéu der Katalanen. Dies war gleichzeitig sein erstes Tor in einem El Clásico.
Am 13. Mai 2009 gewann er seine erste Trophäe im Trikot des FC Barcelona, als er das Finale der Copa del Rey 4:1 gegen Athletic Bilbao gewann. Drei Tage später, am 36. Spieltag der Saison 2008/2009 verlor Real Madrid 2:3 gegen Villarreal. Damit gewann Piqué zum ersten Mal in seiner Karriere die spanische Liga.
Am 27. Mai 2009 traf Piqué im Finale der UEFA Champions League auf seinen ehemaligen Verein Manchester United. Die Katalanen gewannen das Endspiel in Rom souverän mit 2:0 und holten als erster spanischer Klub überhaupt das Triple. Am 19. Dezember 2009 traf der FC Barcelona, der erstmals den Einzug in das Finale der FIFA-Klub-Weltmeisterschaft geschafft hatte auf Estudiantes de La Plata. Trotz Überlegenheit lag man gegen den amtierenden Copa-Libertadores-Sieger bis in die 89. Minute mit 0:1 in Rückstand, ehe Piqué den freistehenden Pedro assistierte und damit am Ausgleichstreffer wesentlich beteiligt war. Das Spiel endete für den spanischen Topklub schlussendlich mit 2:1 und Barça gewann als erster Fußballklub überhaupt das Sextuple.
Am 26. Februar 2010 verlängerten Barcelona und Piqué den Vertrag vorzeitig bis Sommer 2015.
Zum ersten Mal in seiner Karriere war Piqué am 7. Dezember 2010 von Beginn an Mannschaftskapitän, als die Katalanen beim letzten Gruppenspiel in der UEFA Champions League gegen Rubin Kazan 2:0 gewannen. Da das Weiterkommen in das Achtelfinale bereits zuvor fixiert war, schonte Trainer Pep Guardiola den regulären Kapitän Carles Puyol und den Vizekapitän Xavi. Am 28. Mai 2011 spielte Piqué im Wembley-Stadion sein zweites Champions-League-Finale, wieder gegen seinen ehemaligen Verein Manchester United. Der FC Barcelona besiegte den englischen Rekordmeister mit 3:1 – Piqué stand über die volle Spielzeit am Platz – und gewann damit zum zweiten Mal die Champions League in drei Jahren. Auch beim Endspiel gegen den FC Santos bei der FIFA-Klub-Weltmeisterschaft stand Piqué über die volle Distanz am Spielfeld, welches die Katalanen mit 4:0 gewannen.
Piqué verlängerte den Vertrag am 20. Mai 2014 vorzeitig bis 2019.
Am 6. Juni 2015 stand er mit dem FC Barcelona in seinem dritten UEFA-Champions-League-Finale. Juventus Turin konnte im Berliner Olympiastadion mit 3:1 bezwungen werden und machte Barca zum ersten Klub in der Geschichte des Fußballs, der zweimal das Triple aus Meisterschaft, Pokalsieg und Champieons-League-Gewinn erringen konnte. Piqué, Xavi, Pedro, Lionel Messi, Andrés Iniesta, Sergio Busquets und Dani Alves waren bei beiden Triple-Gewinnen Teil der Mannschaft.
Am 20. Dezember 2015 spielte Piqué in seinem dritten Finale der FIFA-Klub-Weltmeisterschaft. Der argentinische Verein River Plate konnte mit 3:0 besiegt werden.
Am 18. Januar 2019 verlängerte Piqué erneut und band sich vertraglich bis zum Sommer 2022 an den Verein. Am 25. August 2019 stand Piqué beim 5:2-Sieg gegen Real Betis Sevilla über die volle Distanz am Spielfeld, es war gleichzeitig sein 500. Spiel für den FC Barcelona.
Am 20. Oktober 2020 unterzeichnete der Abwehrspieler erneut eine Vertragsverlängerung bis zum 20. Juni 2024 an den Verein; die Ablöse im Falle eines Ausstiegs wurde auf 500 Millionen Euro erhöht.
Im zweiten Halbfinalspiel der Copa del Rey gegen den FC Sevilla erzielte Piqué in der letzten Minute per Kopfball das 2:0 und glich damit das Gesamtergebnis über beide Halbfinalspiele aus. Die Katalanen gewannen das Spiel nach Verlängerung schlussendlich mit 3:0 und zogen mit dem Gesamtergebnis von 3:2 in das Finale ein. Im Finale wurde Athletico Bilbao mit 4:0 besiegt.
Am 3. November 2022 gab Gerard Piqué schließlich bekannt, dass er nach dem Heimspiel gegen Almería am 5. November seine Karriere als Fußballer beende. Piqué bestritt dieses Spiel im Camp Nou als Kapitän. Er wurde beim Stand von 2:0 in der 84. Minute mit Standing Ovations ausgewechselt. Alle Spieler von Barcelona trugen spezielle, nur für dieses Spiel angefertigte Trikots mit dem Aufdruck „SEMPR3“ auf der Vorderseite sowie den Namen und der Nummer Piqués auf der Rückseite. „Sempre“ bedeutet „immer“ auf Katalanisch, wobei Piqués Trikotnummer drei das letzte „e“ ersetzt. La-Liga Präsident Javier Tebas sagte, er „habe keine Zweifel daran, dass Piqué eines Tages zurückkehren und ein großartiger Präsident vom FC Barcelona werde.“ Piqué stand am 8. November gegen Osasuna noch als Auswechselspieler im Kader, sah jedoch in der Halbzeit die rote Karte, nachdem er sich mit dem Schiedsrichter über die Gelb-Rote Karte gegen Robert Lewandowski gestritten hatte.

## Nationalmannschaft

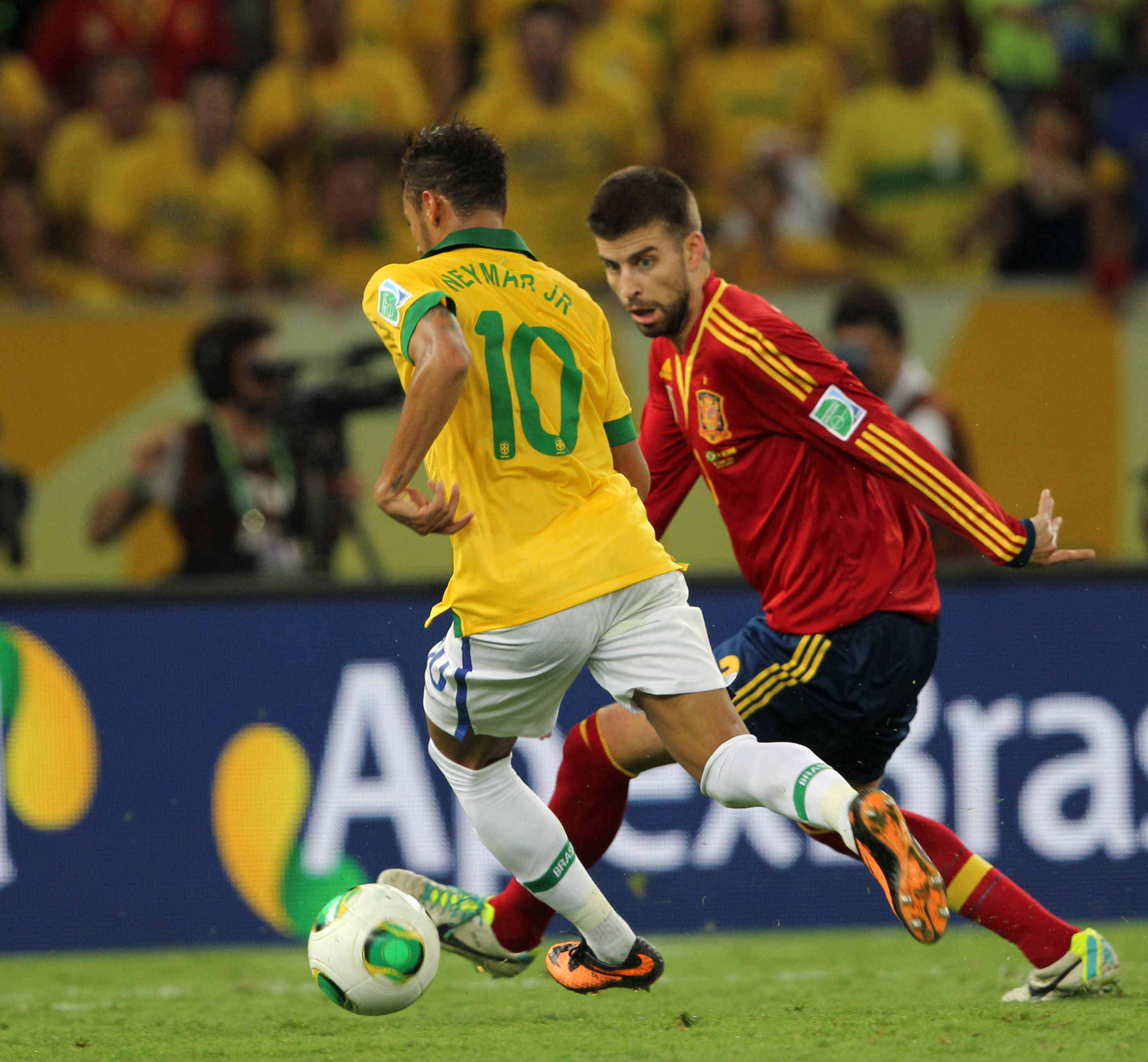
Gerard Piqué im Zweikampf mit Neymar beim Confed-Cup 2013

Piqué bestritt seit 2004 vier Spiele für die katalanische Fußballauswahl.
Er gewann 2006 mit der spanischen U19-Auswahl die U19-Europameisterschaft im Finale gegen Schottland. Ein Jahr später nahm er mit der U20-Auswahl an der Junioren-Weltmeisterschaft teil, bei der er alle sechs Spiele von Beginn an bestritt. Im Viertelfinale gegen Tschechien verschoss er den entscheidenden Elfmeter.
Am 11. Februar 2009 gab Piqué sein Debüt für die spanische Nationalmannschaft im Freundschaftsspiel gegen England. In den Qualifikationsspielen zur WM 2010 kam er sechsmal zum Einsatz und erzielte drei Tore, darunter das Siegtor im Spiel gegen die Türkei. Er verdrängte die Europameister Carlos Marchena und Raúl Albiol aus der Startformation und war bei der WM 2010 an der Seite von Carles Puyol in der Innenverteidigung gesetzt. Er war dort neben Torwart Iker Casillas und Joan Capdevila der einzige spanische Spieler, der jedes Spiel seiner Mannschaft komplett absolvierte. Piqué wurde mit der Mannschaft schließlich zum ersten Mal Weltmeister.
Bei der Europameisterschaft 2016 in Frankreich wurde er in das Aufgebot Spaniens aufgenommen. Im ersten Gruppenspiel gegen Tschechien erzielte er kurz vor Spielende mit einem Kopfball den Siegtreffer zum 1:0. Dieses Spiel wie auch die weiteren Spiele bis zum Ausscheiden im Achtelfinale bestritt er über die volle Spielzeit.
Im zweiten Gruppenspiel Spaniens bei der Weltmeisterschaft 2018 am 20. Juni, einem 1:0-Sieg gegen Iran, bestritt Piqué sein 100. Länderspiel. Im Achtelfinale trafen die Spanier auf Gastgeber Russland, gegen die man mit 3:4 nach Elfmeterschießen verlor und aus dem Turnier ausschied. Das sollte Piqués letzter Einsatz für Spanien werden, im August 2018 gab er seinen Rücktritt von der Nationalmannschaft bekannt.

## Spielweise
In der Innenverteidigung wird der 1,94 Meter große Piqué vor allem aufgrund seiner Kopfballstärke und seines Stellungsspiels geschätzt. Durch seine Ballbehandlung und Spielübersicht leitet Piqué geschickt das Aufbauspiel seiner Mannschaft mit ein und rückt auch oft, besonders bei Standardsituationen, mit zum gegnerischen Strafraum vor, beispielsweise beim Champions-League-Halbfinalrückspiel 2009/10 gegen Inter Mailand, als er sich immer wieder in das Angriffsspiel einschaltete und letztendlich ein sehenswertes, technisch anspruchsvolles Tor zum 1:0-Endstand erzielte. Seine Spielweise brachte ihm in Anlehnung an Franz Beckenbauer den Spitznamen Piquenbauer ein.

## Privatleben
Piqué war von 2010 bis 2022 mit der Pop-Sängerin Shakira liiert, welche auf den Tag genau zehn Jahre älter ist als er. Das Paar lernte sich 2010 beim Videodreh für Shakiras WM-Song Waka Waka (This Time for Africa) kennen.
Am 22. Januar 2013 wurde in Barcelona ihr erster gemeinsamer Sohn geboren. Ihr zweiter Sohn kam am 29. Januar 2015 auf die Welt. Am 4. Juni 2022 wurde die Trennung des Paares bekannt gegeben.
Piqué spielt regelmäßig bei Pokerturnieren der einmal im Jahr in Barcelona stattfindenden European Poker Tour bzw. PokerStars Championship. Im August 2017 belegte er einen fünften Platz bei einem 25.500 Euro teuren Event und erhielt ein Preisgeld von knapp 130.000 Euro. Ende August 2019 wurde er bei einem 25.000 Euro teuren Turnier Zweiter und sicherte sich über 350.000 Euro. Insgesamt kam er bisher sechsmal in die Geldränge und erhielt dabei Preisgelder von über 630.000 Euro.

## Unternehmer
Piqué ist Gründer und Präsident der Kosmos Holding, einer Sport- und Medieninvestitionsgruppe, die er unter anderem zusammen mit Hiroshi Mikitani (Gründer und Vorsitzender des japanischen E-Commerce-Unternehmens Rakuten), im November 2017 erschuf. Kosmos schloss mit der International Tennis Federation (ITF) einen Vertrag über eine 25-jährige Partnerschaft im Wert von 3 Milliarden US-Dollar ab, um den Davis Cup zu transformieren und beträchtliche Einnahmen für die globale Tennisentwicklung zu generieren. Im August 2018 erklärte der US-Milliardär Larry Ellison öffentlich seine Unterstützung für Kosmos und seine Absicht, in die Kosmos-ITF-Partnerschaft zu investieren. Im Januar 2023 beendete der Internationale Tennisverband jedoch die Partnerschaft mit Piqué und Holding, nachdem sie ihren finanziellen Verpflichtungen nicht nachgekommen waren.
Durch Kosmos Holding erwarb Piqué im Dezember 2018 den FC Andorra, ein Fußballverein aus Andorra, der aktuell in der zweiten spanischen Liga spielt. Vor der Übernahme hatte der Verein maßgebliche finanzielle Schwierigkeiten und spielte nur fünftklassig, mit Piqué als Präsidenten konnte man sportliche Erfolge feiern und gewann 2021/22 die dritte Liga.
Im November 2022 gründete Piqué zusammen mit anderen namhaften Fußballpersönlichkeiten (darunter auch Sergio Agüero) und Internet-Streamern die Kings League; einer Fußballliga neuen Formats, die aus Teams besteht, deren Eigentümer Content-Ersteller auf Twitch, YouTube, TikTok und Instagram sind. Die Liga verfügt über Regeln, die sich von den traditionellen Fußballbestimmungen unterscheiden und den Spielen ein Element von Dynamik und Unterhaltung verleihen sollen, wie die Zulassung von Handbällen für Einwürfe oder unbegrenzte Auswechslungen. Piqué fungiert als Präsident der Kings League. Spielstätte für die Liga ist die Cupra Arena im Hafen von Barcelona.
In Zusammenarbeit mit Joan Laporta, Präsident des FC Barcelona, organisierte Piqué die Austragung des Halbfinals und Finals der Winter-Playoffs als „Final Four“-Event im Camp Nou. Das Event konnte im März 2023 mehr als 92.000 Fans anlocken.

## Titel

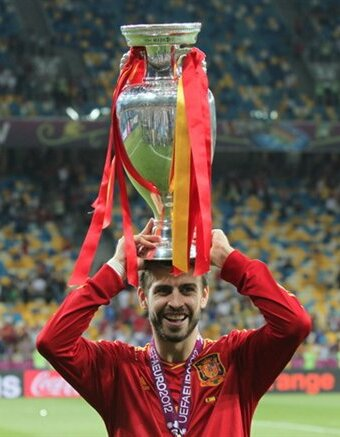
Piqué mit dem EM-Pokal (2012)

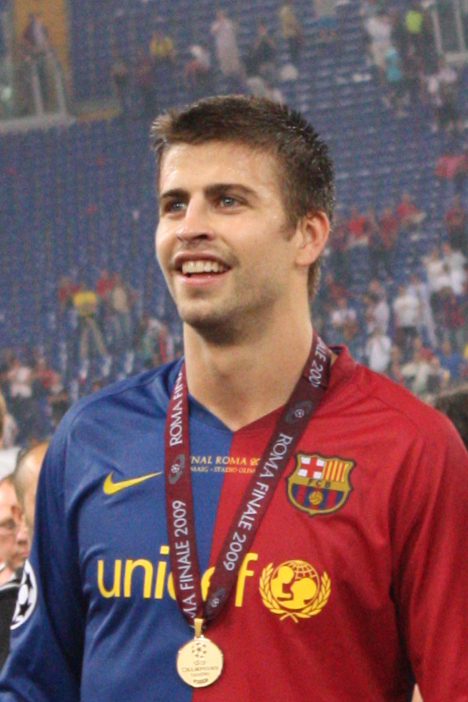
Piqué nach dem Champions-League-Sieg 2009

### Nationalmannschaft
- Weltmeister: 2010
- Europameister: 2012
- U19-Europameister: 2006

### Vereine
International
- Champions-League-Sieger (4): 2008 (Manchester United), 2009, 2011, 2015 (alle FC Barcelona)
- Klub-Weltmeister (3): 2009, 2011, 2015
- UEFA-Super-Cup-Sieger (3): 2009, 2011, 2015

England
- Meister: 2008
- Ligapokalsieger: 2006
- Supercupsieger: 2007

Spanien
- Meister (8): 2009, 2010, 2011, 2013, 2015, 2016, 2018, 2019
- Pokalsieger (7): 2009, 2012, 2015, 2016, 2017, 2018, 2021
- Supercupsieger (6): 2009, 2010, 2011, 2013, 2016, 2018

### Individuelle Auszeichnungen
- Nominierungen für den Ballon d’Or: 2011 (23. Platz), 2012 (21.)
- FIFA/FIFPro World XI: 2010, 2011, 2012, 2016
- UEFA Team of the Year: 2010, 2011, 2012, 2015, 2016
- Wahl in das All-Star-Team der Europameisterschaft 2012
- Bester Verteidiger der spanischen Liga: 2010